# Раука, Гельмут
Гельмут Альберт Раука (нем. Helmut Albert Rauca; 3 ноября 1908, Фалькенштайн, Королевство Саксония, Германская империя — 29 октября 1983, Кассель, Гессен, ФРГ) — гауптшарфюрер СС, служащий айнзацкоманды 3, отвечающий за уничтожение тысяч евреев из Каунасского гетто. После войны эмигрировал в Канаду, но потом был экстрадирован в Германию, где и скончался.

## Биография
Гельмут Раука родился 3 ноября 1908 года в Фалькенштайне. Посещал школу в Плауэне и впоследствии получил коммерческое образование. С 1926 по 1928 год работал в качестве представителя торговой компании. В 1928 году поступил на службу в саксонскую государственную полицию. 1 декабря 1931 года вступил в НСДАП (билет № 767559). С 1935 года служил в отделении уголовной полиции. 1 декабря 1936 года поступил на работу в аппарат СД. 30 сентября 1937 года получил звание роттенфюрера, а 11 ноября 1938 года — унтершарфюрера. В 1938 и в 1939 году служил в полиции безопасности.

### Вторая мировая война
После вторжения в СССР стал членом айнзацкоманды 3 под руководством Карла Егера и был заместителем одного из офицеров данного подразделения оберштурмфюрера Иоахима Хамана. Затем занял пост руководителя еврейского отдела гестапо в Каунасском гетто. На этой должности отвечал за ликвидацию мирного населения гетто. Согласно немецкому ордеру от 16 июля 1982 года, послужившему основанием для выдачи Рауки, он обвинялся в убийстве 11 584 человек. Ему выдвинули следующие обвинения:
- 18 августа 1941 года: отбор и казнь 534 человек из Каунасского гетто, которые были доставлены в IX форт и там расстреляны.
- начало сентября 1941 года: убийство неизвестного лица, поскольку этот человек спрятал у себя серебряную вилку. По словам очевидцев, Раука сначала избил жертву дубинкой, а потом убил выстрелом в затылок.
- 26 сентября 1941 года: отбор и казнь 1854 лиц, схваченных на улицах Каунасского гетто и заключённых в IX форт, где и произошёл расстрел.
- 28 и 29 октября 1941 произошло «великое уничтожение» (в рапорте Егера характеризуется как «очищение гетто от лишних евреев»)[6]. Все жители гетто должны были собраться на площади Демократии в 6 часов утра. В 9 часов туда прибыли подразделения СС и их литовские помощники. Раука лично выбрал людей, предназначенных для уничтожения. Обреченные люди были помещены в малое гетто и позже расстреляны в IX форте. Среди жертв было 2920 женщин и 4273 детей[7].

### После войны

#### Жизнь в эмиграции
По одной из версий Раука сначала вернулся в родную Саксонию, где был задержан американцами и с 1945 по 1948 находился в плену. Согласно другой версии, сначала он воевал на Западном фронте, где был захвачен войскам США и интернирован в шталаге IX A, предназначенном для офицеров СС и гестапо, но позже 11 ноября 1945 года стал работать в американском военном госпитале в Карлсруэ и через восемь месяцев оказался на свободе. После освобождения работал шахтёром на угольной шахте в Дуйсбурге. С помощью канадского христианского совета по переселению (CCCRR) 30 декабря 1950 года эмигрировал в Канаду. Сначала работал на табачной плантации в Оттервиле, а затем каменщиком в Торонто. В 1951 году переехал в Китченер, где возглавил ресторанный бизнес. Кроме того, был известен в немецкой общине. В 1956 году получил канадское гражданство. В апреле 1959 года стал управляющим мотеля в Хантсвилле; ушёл в отставку в сентябре 1973 года. Раука получал пенсию и даже ездил за границу.

#### Арест и экстрадиция в ФРГ
Неизвестно почему Раука был досрочно освобождён из американского плена и в течение нескольких лет спокойно проживал в Германии, как и неизвестно почему ему удалось иммигрировать в Канаду несмотря на обязательные проверки. Журналист Зол Литтман утверждал, что Раука получил поддержку со стороны американской разведки, без которой он не смог бы переехать на другой материк.
Поиски Рауки велись с 1948 года, после того как его имя было упомянуто на Нюрнбергском процессе. Прокурор ГДР Гюнтер Виланд тоже был заинтересован в его обнаружении. Он располагал информацией об интернировании Рауки в шталаге IX A. В 1959 году Виланд выяснил, что по сведениям родственников преступника, Раука проживал в Канаде. Однако канадское правительство совершенно ясно дало понять, что не собирается отправлять обвиняемого в страну «за железным занавесом», поэтому Виланд обратился к западногерманским коллегам.
21 сентября 1961 прокуратура города Франкфурта-на-Майне выдала ордер на его арест. Только по инициативе генерального прокурора Канады Роберта Каплана был выдан канадский ордер на арест преступника, и в июне 1982 года он был арестован. 21 июня того же года прошло первое слушание в Верховном федеральном суде Канады. 1 сентября 1982 года просьба о его временном освобождении была отклонена. В октябре 1982 года прошло второе, на этот раз двухдневное слушание, с участием многочисленных свидетелей и экспертов. На слушании выступали историк Рауль Хильберг и франкфуртский прокурор Вальтер Грибель. 4 ноября суд постановил, что Раука должен оставаться под стражей до его экстрадиции. 12 февраля 1983 года Раука подал апелляцию в апелляционный суд провинции Онтарио. Его адвокат настаивал на том, что он не может быть экстрадирован, так как он являлся бывшим канадским гражданином. К тому же предполагаемые действия были совершены на территории, находящиеся за пределами юрисдикции страны. 20 мая 1983 года Рауку окончательно экстрадировали в ФРГ. В ожидании судебного процесса он умер от рака в предварительном заключении 29 октября 1983 года.

## Семья
Внучка Рауки — писательница и театральная актриса Реглиндис Раука, узнала о прошлом своего деда в относительно позднем возрасте. В сентябре 2017 года она посетила Литву, где встретилась с пережившими Холокост людьми.